# Marie Göranzon
Britt-Marie Elisabeth Göranzon, née le 27 octobre 1942 à Linköping (Östergötland), est une actrice suédoise, connue comme Marie Göranzon.

## Biographie
Active principalement au théâtre, Marie Göranzon étudie entre 1964 et 1967 à la Dramatens elevskola, l'école du théâtre dramatique royal de Stockholm (en suédois, Kungliga Dramatiska Teatern, abrégé Dramaten). Elle joue régulièrement en ce lieu, depuis Léonce et Léna de Georg Büchner (1965) jusqu'à Madame de Sade de Yukio Mishima (2015) à ce jour.
Citons également Troïlus et Cressida de William Shakespeare (1967, avec Kristina Adolphson et Max von Sydow), Les Troyennes d'Euripide (adaptation de Jean-Paul Sartre, 1971, avec Heinz Hopf et Anita Wall), Mademoiselle Julie d'August Strindberg (mise en scène d'Ingmar Bergman, 1985, avec Peter Stormare, elle-même tenant le rôle-titre), ou encore Le Long Voyage vers la nuit d'Eugene O'Neill (1998, avec Keve Hjelm et Eva Röse).
Depuis 1974, elle est l'épouse de l'acteur Jan Malmsjö (né en 1932), aux côtés duquel elle joue au Dramaten notamment dans Hamlet de William Shakespeare (1974, avec son mari dans le rôle-titre), La Mouette d'Anton Tchekhov (1983, avec Anita Björk, puis 2007, avec Anita Wall), La Danse de mort d'August Strindberg (1993) et John Gabriel Borkman d'Henrik Ibsen (2006, avec son mari dans le rôle-titre).
Toujours au Dramaten, mentionnons encore Sonate d'automne (2009, adaptation du film homonyme d'Ingmar Bergman) ainsi que Fanny et Alexandre (2012, adaptation du film homonyme de ce même réalisateur).
Au cinéma, à ce jour, Marie Göranzon contribue à vingt films (majoritairement suédois) sortis de 1962 à 2012, dont Fais donc l'amour, on n'en meurt pas ! d'Erland Josephson (1980, avec le réalisateur, Bibi Andersson et Jan Malmsjö), Les Meilleures Intentions de Bille August (coproduction européenne, version courte de 1992, avec Samuel Fröler et Pernilla August) et Une autre mère de Klaus Härö (film finlandais, 2005, avec Michael Nyqvist).
À la télévision enfin, elle collabore à treize séries entre 1972 et 2013, dont la version longue (mini-série, 1991) des Meilleures Intentions précitées et Beck (seize épisodes, 2001-2007).
S'ajoutent dix téléfilms (souvent d'origine théâtrale) de 1972 à 2017, dont La Danse de mort (adaptation diffusée en 1996, issue des représentations au Dramaten en 1993 de la pièce homonyme susvisée).

## Théâtre au Dramaten (sélection)
- 1965 : Léonce et Léna (Leonce och Lena) de Georg Büchner : une femme de chambre
- 1967 : Troïlus et Cressida (Troilus och Cressida) de William Shakespeare, mise en scène d'Alf Sjöberg : Cressida
- 1967 : Le Songe d'une nuit d'été (En midsommarnattsdröm) de William Shakespeare : Titania
- 1967 : Magie rouge (Röd magi) de Michel de Ghelderode : Sybille
- 1968 : Le Pélican (Pelikanen) d'August Strindberg : Gerda
- 1968 : La Tempête (Stormen) de William Shakespeare : Ariel
- 1969 : Les Revenants (Gengångare) d'Henrik Ibsen : Régine Engstrand
- 1971 : Les Troyennes (Trojanskorna) d'Euripide, adaptation de Jean-Paul Sartre : Cassandre
- 1972 : Välkommen d'Allan Edwall, mise en scène de Mimi Pollak, décors de Marik Vos-Lundh : Helena
- 1972 : Hölderlin de Peter Weiss : Christiane Zimmer / Lotte Zimmer
- 1973 : Fursteslickaren de Lars Norén : Anna
- 1974 : Hamlet de William Shakespeare : Ophélie
- 1976 : Mariage blanc (Vitt äktenskap) de Tadeusz Różewicz : Bianca
- 1977 : Gudar och människor de Willy Kyrklund, mise en scène de Gunnel Lindblom : Parvi
- 1977 : Les Démons (Onda andar), adaptation du roman homonyme de Fiodor Dostoïevski : Lisa Drozdova
- 1978 : Paolo Paoli (Fjärilslek) d'Arthur Adamov : Cécile de Saint-Sauveur
- 1979 : Kollontaj d'Agneta Pleijel, mise en scène d'Alf Sjöberg : Katia
- 1980 : Trahisons (Svek) d'Harold Pinter : Emma
- 1981 : Pâques (Påsk) d'August Strindberg : Eleonora
- 1982 : La Mort de Sénèque (Senecas död) de Sven Delblanc : Épicharis
- 1983 : La Mouette (Måsen) d'Anton Tchekhov : Nina Mikhaïlovna Zaretchnaïa
- 1983 : Le Testament de Sa Grâce (Hans nåds testamente), adaptation du roman éponyme de Hjalmar Bergman : Mme Enberg
- 1984 : En talande tystnad d'Erland Josephson : Elsa
- 1985 : Mademoiselle Julie (Fröken Julie) d'August Strindberg, mise en scène d'Ingmar Bergman : rôle-titre
- 1988 : Stillheten de Lars Norén : Lena
- 1989 : Det vackra blir liksom över de Kristina Lugn : une protagoniste
- 1993 : La Danse de mort (Dödsdansen) d'August Strindberg, mise en scène de Lars Norén : Alice
- 1997 : Ils étaient tous mes fils (Alla mina söner) d'Arthur Miller : Kate Keller
- 1998 : Le Long Voyage vers la nuit (Lång dags färd mott natt) d'Eugene O'Neill : Mary Cavan Tyrone
- 1999 : Markurells i Wadköping de Hjalmar Bergman, mise en scène de Peter Dalle : Mme Markurell
- 2000 : Stulna juveler de Kristina Lugn : Majvor Lysén-Axén
- 2001 : Le Retour au désert (Tillbaka till öknen) de Bernard-Marie Koltès : Mathilde Serpenoise
- 2002 : Boston Marriage (titre original) de David Mamet : Anna
- 2006 : John Gabriel Borkman d'Henrik Ibsen : Gunhild Brokman
- 2007 : La Mouette (Måsen) d'Anton Tchekhov : Irina Nikolaïevna Arkadina
- 2008 : La Maison de Bernarda Alba (Bernardas hus) de Federico García Lorca : Bernarda Alba
- 2009 : Sonate d'automne (Hötsonaten), adaptation du film homonyme d'Ingmar Bergman : Charlotte[1]
- 2012 : Fanny et Alexandre (Fanny och Alexander), adaptation du film homonyme d'Ingmar Bergman : Helena Ekdahl[2]
- 2013 : Other Desert Cities (titre original) de Jon Robin Baitz : Polly Wyeth
- 2015 : Madame de Sade (Markisannan de Sade) de Yukio Mishima : Madame de Monteuil[3]

## Filmographie partielle

### Cinéma
- 1967 : Je suis curieuse (Jag är nyfiken – en film i gult) de Vilgot Sjöman : Marie
- 1968 : Elle veut tout savoir (Jag är nyfiken – en film i blått) de Vilgot Sjöman : Marie
- 1980 : Fais donc l'amour, on n'en meurt pas ! (Marmeladupproret) d'Erland Josephson : Maj Eller
- 1985 : Falsk som vatten d'Hans Alfredson : Anna
- 1992 : Les Meilleures Intentions (Den Goda viljan) de Bille August : Elin Nordenson
- 1992 : Svart Lucia de Rumle Hammerich : Birgitta
- 1995 : Bert – den siste oskulden de Tomas Alfredson : la mère de Victoria
- 2003 : Skenbart – en film om tåg de Peter Dalle : la religieuse
- 2005 : Une autre mère (Äideistä parhain) de Klaus Härö : Rouva Grevnäs
- 2007 : Hoppet de Petter Næss : la femme ivre
- 2012 : Blondie de Jesper Ganslandt : Sigrid
- 2021 : Danse avec les queens (Dancing Queens) de Helena Bergström

### Télévision

#### Séries
- 1991 : Les Meilleures Intentions (Den Goda viljan) de Bille August (mini-série) : Elin Nordenson
- 2001-2007 : Beck, saisons 2 et 3, 16 épisodes : Margareta Oberg

#### Téléfilms
- 1972 : La Sonate des spectres (Spöksonaten) de Johan Bergenstråhle : La Jeune Fille
- 1973 : Le Revizor (Revisorn) d'Ernst Günther
- 1978 : Rätt ut i luften d'Erland Josephson
- 1996 : Ett sorts Hades de Lars Norén : Jane
- 1996 : La Danse de mort (Dödsdansen) de Torbjörn Ehrnvall : Alice